# Antonino Liberale
Antonino Liberale (in latino Antoninus Liberalis; 100? – 200?) è stato uno scrittore e grammatico greco antico.

## Biografia
Assegnato, per ragioni linguistiche, all'età degli Antonini, non è possibile darne la provenienza e averne notizie più precise.

## LeMetamorfosi

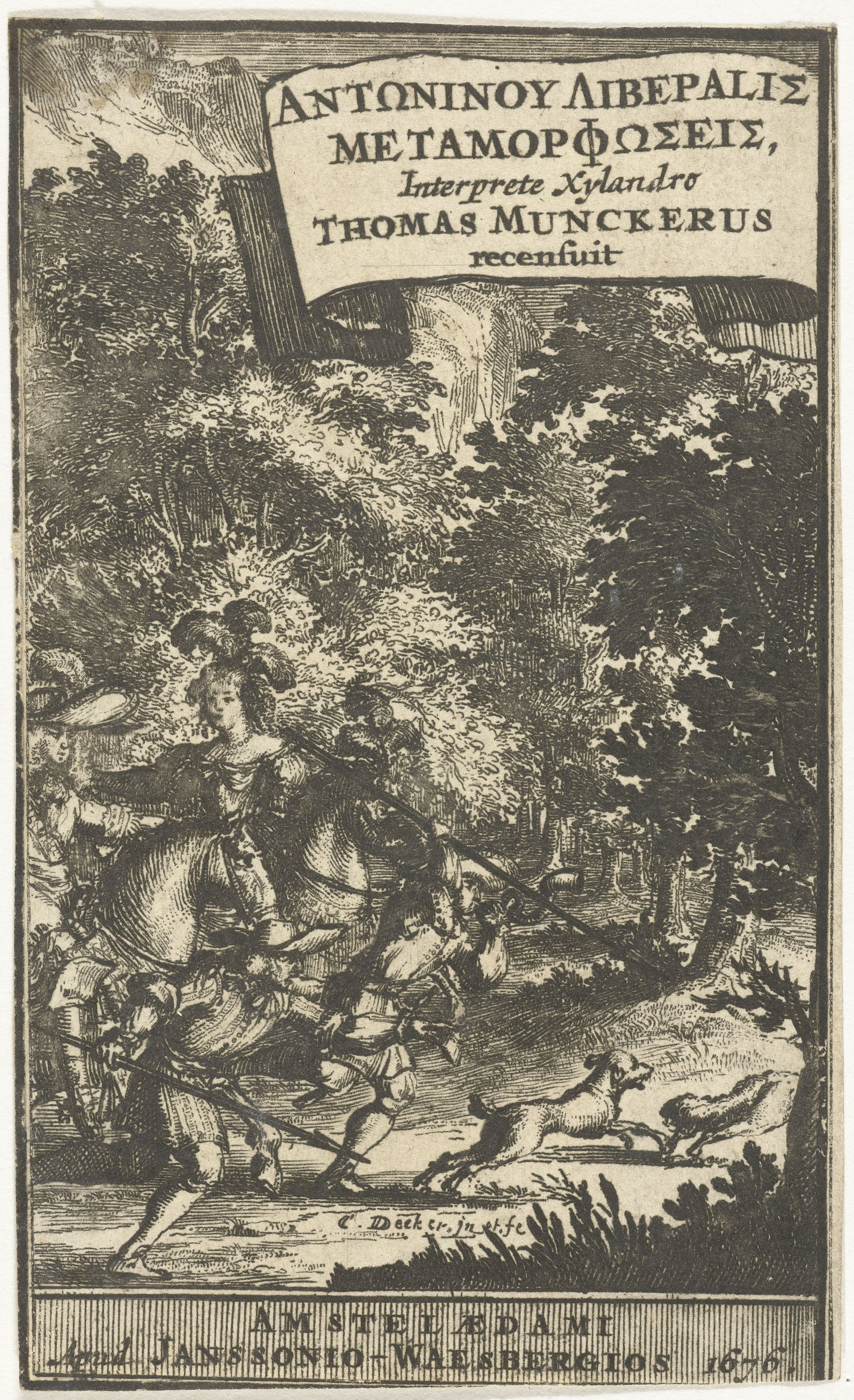
Antonino Liberale, Transformationum congeries, Amsterdam, Johannes Janssonius van Waesberge, 1676.

Il suo unico lavoro superstite sono le Metamorfosi (Μεταμορφώσεων Συναγωγή, Metamorphoseon Sunagoge, letteralmente "Raccolta di Trasformazioni"), una raccolta di quarantuno racconti brevemente riassunti su metamorfosi mitiche effettuate da divinità offese: Ctesilla; Le Meleagridi; Ierace; Cragaleo; Egipio; Perifante; Anthus; Lamia o Sibari; Le figlie del re di Emazia; Le figlie di Minia; Aedone; Cicno; Aspalide; Munico; Meropide; Enoe; Leucippo; Aeropo; I ladri nella grotta Idea; Clinide; Polifonte; Cerambo; Batto; Ascalabo; Metioche e Menippe; Ila; Ifigenia; Tifone; Galinthia; Biblide; I Messapi; Driope; Alcmena; Smirna; I pastori che rifiutarono Leto; Pandareo; I Dori che seguirono Diomede; Il lupo di Peleo; Arceofonte; Britomartis; la volpe di Procri.
L'opera sopravvive in un unico manoscritto, del IX secolo al più tardi, ora nella Biblioteca Palatina di Heidelberg. Guilielmus Xylander stampò il testo nel 1598 e, dal momento che alcuni fogli del manoscritto sono scomparsi, la sua edizione è anche un riferimento necessario per il testo.

## Il genere mitografico in Antonino
Questo lavoro ha, tematicamente, paralleli nelle più note Metamorfosi di Ovidio, e, più in alto nel tempo, nelle fonti ellenistiche citate da Antonino stesso, gli Heteroeumena di Nicandro e l'Ornithogonia attribuita a Boio. Molte delle trasformazioni in questa raccolta non si trovano, comunque, citate in nessun altro luogo, e alcune potrebbero essere semplicemente invenzioni di Antonino.
Il modulo della narrazione è una prosa laconica e colloquiale, in una accettabile koinè greca, anche se con numerosi hapax, per lo più priva di particelle grammaticali che trasmettano umorismo o visioni personali, il che porta ad inserire Antonino nella schiera dei grammatici-mitografi che, a partire da Conone a Palefato, fino a Partenio di Nicea, Igino ed Apollodoro, trattarono della mitologia in raccolte tematiche (come quella di Antonino) o onnicomprensive.

## Edizioni italiane
- Metamorfosi, a cura di Gilberto Mordenti, La Mangradogora, Imola, 1998
- Le metamorfosi, a cura di Tommaso Braccini, Sonia Macrì, Adelphi, Milano, 2018